# Gorgonzola (Milão)
Gorgonzola (Gorgonzoeula, no lombardo ocidental) é uma comuna da província de Milão, na região da Lombardia, na Itália. Possui cerca de 21.014(2022) habitantes. Estende-se por uma área de 10,69 quilómetros quadrados, tendo uma densidade populacional de 1 703,64 habitantes por quilómetro quadrado.
Faz fronteira com Gessate, Pessano con Bornago, Bussero, Bellinzago Lombardo, Pozzuolo Martesana, Cassina de' Pecchi, Melzo.

## Etimologia
A origem do nome da cidade não se soube por muito tempo. De alguns anos para cá, pensa-se que pode vir do nome da deusa Concórdia, depois transformado em Concordióla e, depois, em Gorgonzóla.

## Demografia
| Variação demográfica do município entre 1861 e 2011                               |
|                                                                                   |
| Fonte: Istituto Nazionale di Statistica (ISTAT) - Elaboração gráfica da Wikipedia |